# John Lewin
Pour les articles homonymes, voir Lewin.
John William Lewin (1770-Sydney, 27 août 1819) est un peintre, illustrateur, naturaliste et explorateur britannique, fils de John William Lewin.

## Biographie
Il part en Nouvelle-Galles du Sud en 1799 pour y dresser un catalogue des oiseaux et insectes pour le compte du naturaliste Dru Drury. Arrivé le 11 janvier 1800, il devient le premier artiste professionnel résidant en Australie et s'installe à Parramatta où il publie son Birds of New Holland with their Natural History (1808).
Salarié par le gouvernement, il fait partie en 1815 avec John Oxley d'une expédition dans les Blue Mountains.
Mort en août 1819, il est inhumé dans le cimetière de Botany Bay.

## Œuvres
- Prodromus Entomology (en), Natural History of Lepidopterous Insects of New South Wales, 1805
- Birds of New Holland with their Natural History, 1808

On lui doit aussi des portraits miniatures (Philip Gidley King, William Bligh etc.) et des aquarelles.

## Hommages
Son nom a été donné au râle à poitrine grise (Lewinia pectoralis) et au méliphage de Lewin.

## Galerie

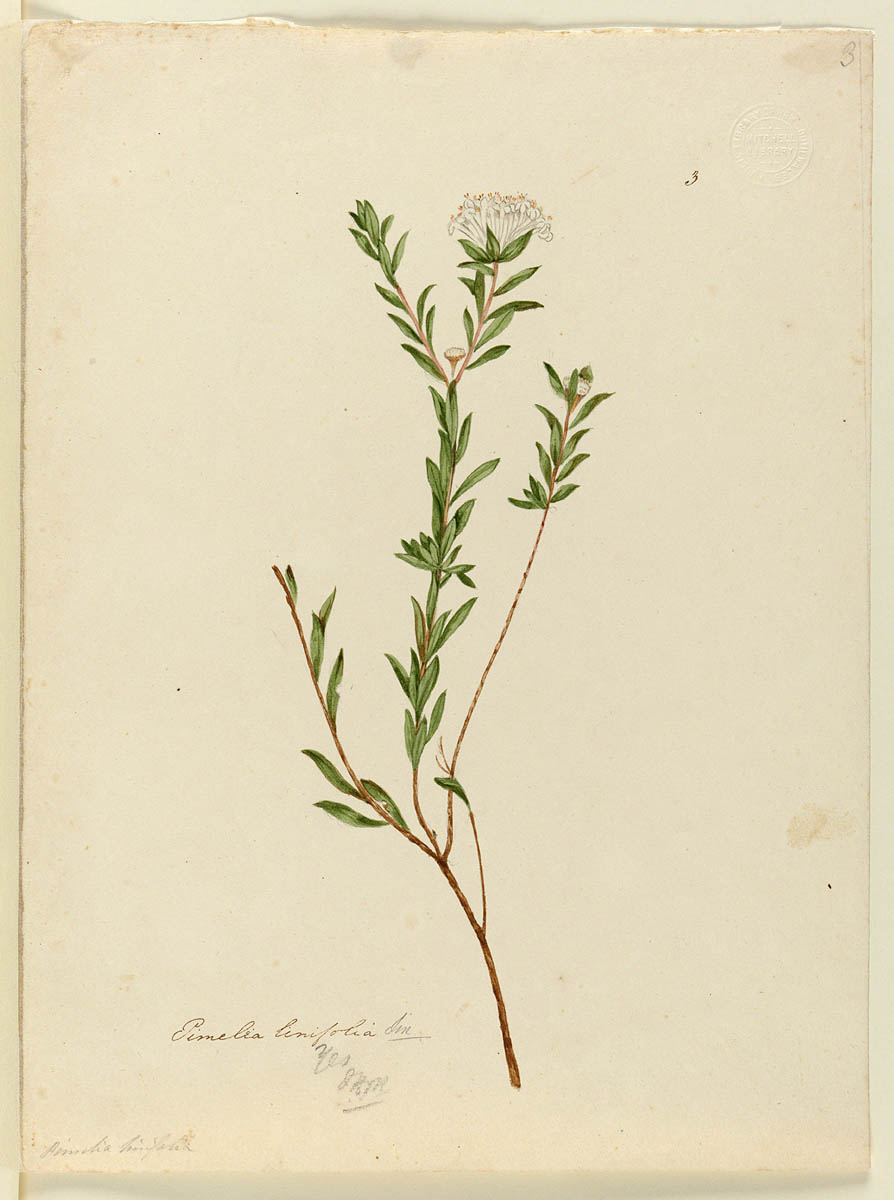
Pimelea linifolia (en), aquarelle
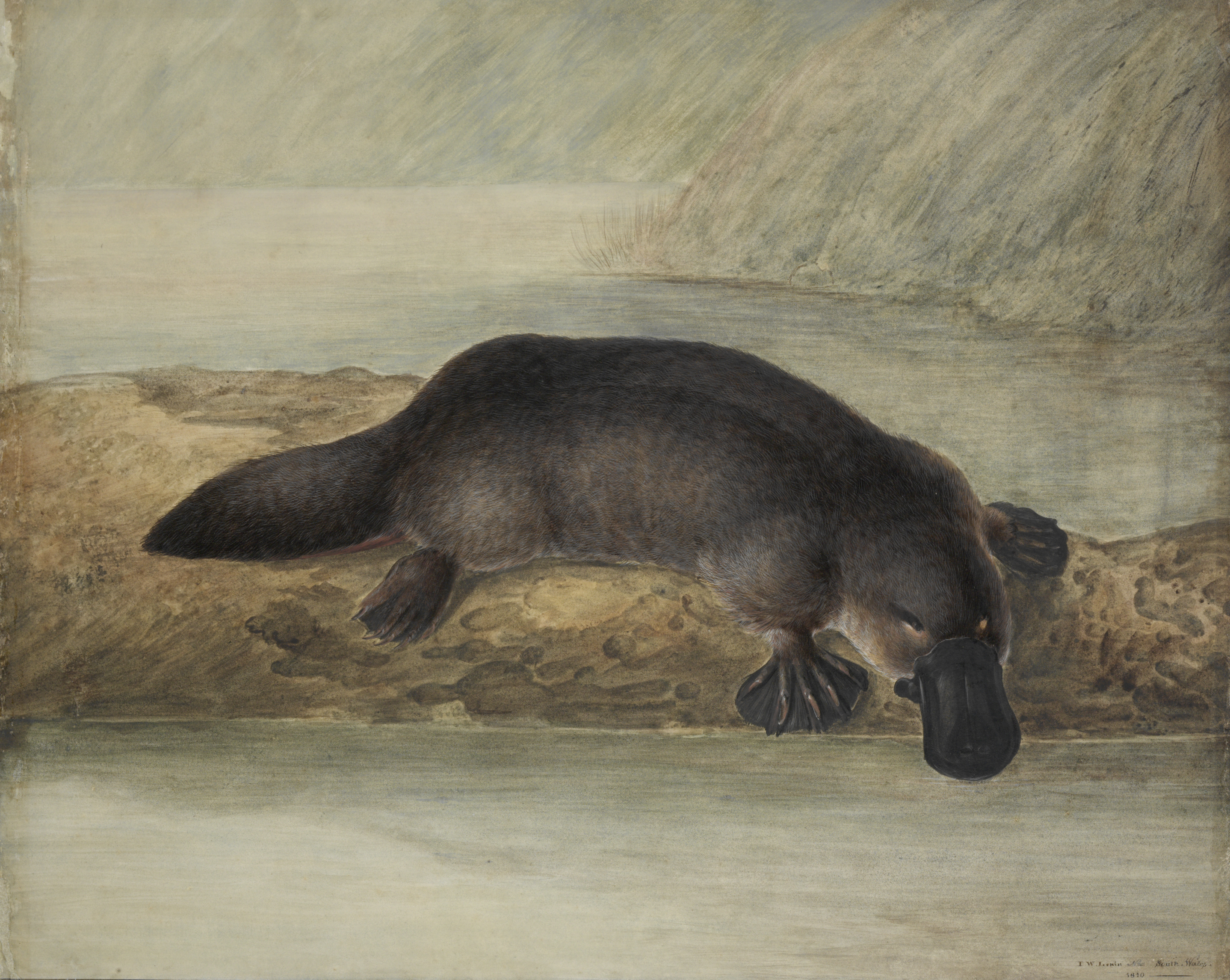
Ornithorynque, peinture de 1808 ou 1810
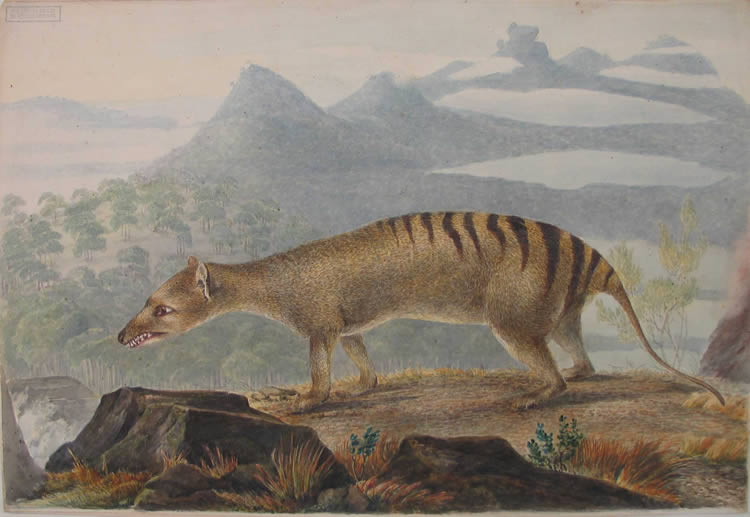
Thylacine, peinture de 1817
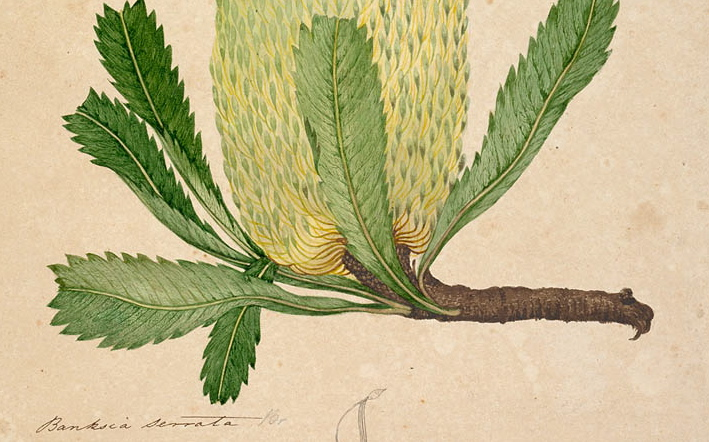
Banksia serrata (Detail), vers 1803-1808